# Stanisław Achremczyk
Stanisław Achremczyk (ur. 10 stycznia 1951 w Masztalerzach koło Grodna) – polski historyk, profesor nadzwyczajny Uniwersytetu Warmińsko-Mazurskiego, od 1990 dyrektor Ośrodka Badań Naukowych im. Kętrzyńskiego w Olsztynie.

## Życiorys
W 1974 ukończył studia na Uniwersytecie Mikołaja Kopernika w Toruniu, w 1979 uzyskał doktorat, w 1991 habilitował się, w 2000 został mianowany profesorem uczelnianym. Od 1978 związany z Ośrodkiem Badań Naukowych im. Kętrzyńskiego w Olsztynie, był w tej instytucji asystentem, adiunktem (od 1979), od 1990 dyrektorem. W 1993 został profesorem nadzwyczajnym w olsztyńskiej Wyższej Szkole Pedagogicznej, a w 1999 profesorem Uniwersytetu Warmińsko-Mazurskiego i kierownikiem Katedry Historii Polski XVI–XVIII Wieku. W latach 1999–2006 pełnił funkcję prorektora UWM.
6 maja 2009 powołany został przez prezesa IPN Janusza Kurtykę przewodniczącym IPN na Warmii i Mazurach w miejsce usuniętego z tej funkcji Norberta Kasparka. 12 maja 2009 zrezygnował z pełnienia tej funkcji po tym, jak w programie Teraz my! ujawniono, iż był pracownikiem Głównego Urzędu Kontroli Prasy, Publikacji i Widowisk.
Badania naukowe Stanisława Achremczyka obejmują dzieje nowożytne Polski i regionu Warmii i Mazur, życie sejmikowe Prus Królewskich, samorząd ziem pruskich, życie polityczne Prus Królewskich i Warmii w XVII i XVIII wieku oraz biografistykę. Opublikował ponad 400 prac.
W 2024 został wyróżniony Złotym Medalem Polskiego Towarzystwa Historycznego.
16 kwietnia 2025 roku otrzymał tytuł Honorowego Obywatela Miasta Braniewa.

## Wybrane publikacje książkowe
- Achremczyk S., 1997. Historia Warmii i Mazur. Rozprawy i Materiały OBN w Olsztynie, nr 166. Olsztyn,
- Achremczyk S., 2000. Warmia. Wyd. Littera, Olsztyn, 368 str.
- Achremczyk S., Ogrodziński W. (red.) 2003. Olsztyn 1353-2003. Wyd. OBN i TW in. W. Kętrzyńskiego w Olsztynie, 655 str.
- Achremczyk S., Ogrodziński W. (red.) 2006. Olsztyn 1945-2005, kultura i nauka. Wyd. OBN im. W. Kętrzyńskiego w Olsztynie, 655 str.
- Achremczyk S., 2006. Iława 1305-2005, Siedemset lat dziejów. Olsztyn 2006, ISBN 83-97643-39-4.